# كهف غاب
كهف غاب (بالإنجليزية: Gap Cave)‏؛ هو كهف يقع في مقاطعة لي في الولايات المتحدة.

## السياحة
يعد «كهف غاب» أحد مواقع الجذب السياحي في مقاطعة لي في ولاية فرجينيا الأمريكية.